# ريتشارد برادفورد
ريتشارد برادفورد (بالإنجليزية: Richard Bradford)‏ (و. 1937 – 2016 م) هو ممثل، وممثل أفلام، وممثل تلفزيوني من الولايات المتحدة الأمريكية. ولد في تايلر، تكساس.
توفي عن عمر يناهز 79 عاماً.

## التعليم
تعلم في جامعة تكساس إيه اند إم.

## وصلات خارجية
- ريتشارد برادفورد على موقع IMDb (الإنجليزية)
- ريتشارد برادفورد على موقع ألو سيني (الفرنسية)
- ريتشارد برادفورد على موقع أول موفي (الإنجليزية)
- ريتشارد برادفورد على موقع قاعدة بيانات برودواي على الإنترنت (الإنجليزية)
- ريتشارد برادفورد على موقع قاعدة بيانات الأفلام السويدية (السويدية)
- ريتشارد برادفورد على موقع إن إن دي بي (الإنجليزية)
- ريتشارد برادفورد على موقع قاعدة بيانات الفيلم (الإنجليزية)
- ريتشارد برادفورد على موقع كينوبويسك (الروسية)